# L.V. Banks
L.V. Banks (Stringtown (Mississippi), 28 de octubre de 1932 – 2 de mayo de 2011) fue un guitarrista, cantante y compositor de blues estadounidense. 

## Biografía
Banks aprendió guitarra de forma autodidacta y tocó en grupos de Greenville (Mississippi). Tuvo influencias musicales de B.B. King, Howlin' Wolf y Little Milton. Banks se trasladó a St. Louis (Missouri), antes de ir al servicio militar. Cuando fue licenciado en el ejército, a principios de los 60, se mudó a Chicago. Tocó en Maxwell Street y fue un habitual durante tres décadas en locales de nightclubs del South Side. A principios de los 90, Banks fue mentor del entonces debutante Marty Sammon.
El álbum de debut de Banks fue Let Me Be Your Teddy Bear, grabado en junio de 1998 con la discográfica austríaca Wolf. John Primer tocaba la guitarra en ese álbum. Su segundo álbum, Ruby, fue grabado por Wolf en el 2000.
Murió de un fallo cardíaco en el South Shore Hospital de Chicago, en mayo de 2011 a los 78 años. Su hijo, Tre' siguió la tradición de su padre y también fue músico con base en Chicago.

## Discografía
| Año  | Título                    | Discográfica |
| ---- | ------------------------- | ------------ |
| 1998 | Let Me Be Your Teddy Bear | Wolf Records |
| 2000 | Ruby                      | Wolf Records |